# Moreira de Rei
Moreira de Rei é uma povoação portuguesa sede da Freguesia de Moreira de Rei do Município de Trancoso, freguesia com 34,40 km² de área e 411 habitantes (censo de 2021), tendo, por isso, uma densidade populacional de 11,9 hab./km².

## História
O nome da localidade remete para o período em que acolheu o rei D. Sancho II, no seu caminho para o exílio em Toledo.
Foi vila e sede de concelho entre o século XII e 1836. O pequeno município era constituído pelas freguesias da vila e de Castanheira e tinha, em 1801, apenas 364 habitantes.

## Demografia
A população registada nos censos foi:
| Distribuição da População por Grupos Etários | Distribuição da População por Grupos Etários | Distribuição da População por Grupos Etários | Distribuição da População por Grupos Etários | Distribuição da População por Grupos Etários |
| -------------------------------------------- | -------------------------------------------- | -------------------------------------------- | -------------------------------------------- | -------------------------------------------- |
| Ano                                          | 0-14 Anos                                    | 15-24 Anos                                   | 25-64 Anos                                   | > 65 Anos                                    |
| 2001                                         | 82                                           | 77                                           | 283                                          | 231                                          |
| 2011                                         | 37                                           | 44                                           | 225                                          | 202                                          |
| 2021                                         | 17                                           | 22                                           | 191                                          | 181                                          |

## Património
- Igreja de Santa Marinha
- Pelourinho de Moreira de Rei
- Castelo de Moreira de Rei
- Necrópole de Moreira de Rei necrópole proto-cristã e maior necrópole medieval em Portugal qie partilha o espaço com a igreja, o pelourinho e a entrada de várias casas particulares. É constituída por  de 700 sepulturas antropomórficas. Depois de estudada em 2023 parte  voltou a ser soterrada para assegurar a sua conservação.[5]